# 田畑万併
田畑 万併（たばた まんぺい、1993年12月19日 - ）は、日本のラグビー選手。

## プロフィール
- 神奈川県出身[1]。
- ポジションはセンター(CTB)。
- 身長 180cm、体重 95kg
- トップリーグ合同トライアウトに参加したことがある[2]。

## 略歴
2012年、桐蔭学園高校卒業後、慶應義塾大学に入る。
2016年、慶應義塾大学卒業後、三菱重工相模原ダイナボアーズに加入。
2017年9月24日に行われたジャパンラグビートップチャレンジリーグ1stステージ第3節の中部電力戦に先発出場で公式戦初出場を果たす。
2021年、三菱重工相模原ダイナボアーズを退団した。